# Bebsabé Duque
Bebsabe Elisa Duque Pacheco es una actriz y modelo venezolana, nacionalizada colombiana, conocida por sus múltiples interpretaciones en telenovelas.

## Biografía

### Primeros años
Es hija de Evida Elisa Pacheco e Ivo José Duque. Nacida y criada en Prados de María, el cementerio (Caracas, Venezuela). Cursa sus estudios primarios y diversificados en un ambiente definido por el amor de sus abuelos y su madre, que con esfuerzo logran cumplir las ansias de conocimientos que desde temprana edad desarrolló la actriz. 
Estudió inglés y guitarra desde niña aunque abandona la última muy temprano. Su abuelo paterno César Edmundo Pacheco, de profesión taxista, apoya cada paso de su "dulzura" como la llama él dándole todas las herramientas que la definen como un ser férreo y preparado para las múltiples pruebas de la vida. Siempre cultivó el gusto por la lectura y las humanidades heredadas también de su abuelo paterno Emiro Duque Sánchez, escritor y poeta.
Al culminar el bachillerato comienza sus estudios de interpretación en el "Taller de Teatro Luz Columba" con el maestro Nelson Ortega al cual considera un padre más que un maestro.
Su inspiración proviene de su vínculo consanguíneo con la reconocida protagonista de telenovelas internacionales Scarlet Ortiz quien la lleva de la mano a su primer día de escuela de teatro. Es también prima de la top model internacional Lucy Vivas, quien la lleva a su primer casting de modelaje siendo aun una adolescente.

### Carrera actoral
Durante el año 2010 se radica en Bogotá, Colombia, donde comienza su desenvolvimiento en producciones de altísima factura como Correo de inocentes y Allá te espero (que supuso la primera grabación de una telenovela en Nueva York hablada en español y con producción colombiana). Después participa en La hipocondríaca, e inmediatamente se traslada a California por un año, puliendo sus conocimientos del idioma inglés y profundizando sus estudios profesionales.
Para 2014 regresa a Colombia y cumple compromisos laborales en producciones como Tiro de gracia y Brothers & Sisters (versión Colombia para RCN), hasta la fecha.
Se convierte al vegetarianismo en el año 2013 durante su estadía en California y es activista en la defensa de los derechos de los animales y todos los seres vivos.
Vive en Bogotá. Colombia.

## Filmografía

### Televisión
Ha participado en distintas producciones, como se muestra a continuación.
| Año       | Título                | Personaje                   |
| --------- | --------------------- | --------------------------- |
| 1998-1999 | Hoy te vi             | Tibisay Luna                |
| 1999      | Mujer secreta         | Manuela Itriago             |
| 2000-2001 | Ángelica Pecado       | Corina Rodríguez            |
| 2001      | Viva la Pepa          | Yesenia Maneiro             |
| 2002      | Mambo y canela        | Vanessa Veluttini Reyes     |
| 2003      | Engañada              | Nancy Guerra                |
| 2004-2005 | Sabor a ti            | Ginette Alarcón             |
| 2005      | Nunca te diré a diós  | Marina Suero                |
| 2006      | Los querendones       | Niurka Higuera              |
| 2007-2008 | Aunque mal paguen     | Tibisay Montero             |
| 2009-2010 | Un esposo para Estela | Cristina de Vega            |
| 2011      | Correo de inocentes   | Milena Mora                 |
| 2011-2015 | Mujeres al límite     | Mabel / María Del Mar       |
| 2013      | La hipocondriaca      | Gina María González         |
| 2013      | Allá te espero        | Maribel Rondón              |
| 2015      | Tiro de Gracia        | Violeta Santillana Manrique |
| 2016-2017 | Venganza              | Viviana Tabares             |
| 2017-2018 | Hermanos y hermanas   | Cecilia Leyton              |

### Cine
| Año  | Producción                     | Personaje                              |
| ---- | ------------------------------ | -------------------------------------- |
| 2018 | Pa' las que sea papá           | Valentina                              |
| 2017 | ¿Usted no sabe quién soy yo 2? | Úrsula                                 |
| 2008 | Una mirada al mar              | Trabajadora Social, Carolina Rodríguez |
| 2004 | Path to Glory - Documental     | Manuelita Sáenz                        |

### Teatro
| Año  | Obra                          |            |
| ---- | ----------------------------- | ---------- |
| 2015 | Kristine de August Strindberg | Miss Julie |
| 1999 | Las Alegres Cantáridas        |            |
| 1998 | Las Tijeras                   |            |
| 1998 | Historias de cerro Arriba     |            |